# Gianluigi Quinzi
Gianluigi Quinzi (* 1. Februar 1996 in Cittadella) ist ein ehemaliger italienischer Tennisspieler.

## Biografie
Gianluigi Quinzi wurde am 1. Februar 1996 im italienischen Cittadella geboren und wuchs in Porto San Giorgio bei seiner Mutter Carlotta, einer Skirennfahrerin und Handballspielerin, sowie seinem Vater Luca auf, der Präsident des örtlichen Tennisclubs ist.

## Karriere
Während seiner Laufbahn bei den Junioren gelangen Quinzi mehrere größere Erfolge. So gewann er 2012 mit Filippo Baldi für Italien den Davis Cup der Junioren. Es war der erste Titel für Italien in diesem Wettbewerb. Zum 1. Januar 2013 erreichte er als erster Italiener die Spitze der Junioren-Weltrangliste. Im selben Jahr gewann er ohne Satzverlust die Einzelkonkurrenz in Wimbledon, nachdem er im Endspiel Chung Hyeon mit 7:5, 7:6 bezwang.
Er spielte auf der Profiebene vor allem auf der ITF Future Tour und der ATP Challenger Tour. Im November erreichte er in Guayaquil sein erstes Halbfinale auf der Challenger Tour. In Zagreb konnte Quinzi in der Qualifikation seinen ersten Sieg auf der ATP-World-Tour-Ebene gewinnen (Siege in der Qualifikation zählen jedoch nicht offiziell in der Statistik). Seinen ersten Challenger-Titel gewann Quinzi im April 2018 in Francaville al Mare. Er erhielt für das Einzelfeld eine Wildcard und spielte sich bis ins Finale, das er in zwei Sätzen gegen den Norweger Casper Ruud gewann. Einen Monat später gewann er auch den Challenger von Mestre mit einem Finalsieg gegen seinen Landsmann Gian Marco Moroni. Zwischen den beiden Titeln erreichte er zudem das Halbfinale des Challengers in Rom, wo er dem späteren Turniersieger Adam Pavlásek unterlag. Bis zum Jahresende stand er noch ein einziges Mal im Juni in Perugia im Finale, das er gegen den US-Amerikaner Ulises Blanch verlor.
2019 spielte er größtenteils auf Challenger-Turnieren, konnte aber bei keinem Turnier das Finale erreichen. Bei den Australian Open und den French Open trat er zwar in der Qualifikation an, schied aber beide Male aus, ohne die Hauptrunde zu erreichen. Im Jahr 2020 trat er ausschließlich bei ITF-Turnieren an, im Folgejahr bei keinen Turnieren auf professioneller Ebene. Im Sommer 2021 verkündete er seinen Rücktritt. Als Grund nannte er Erfolgsdruck durch sich nicht schnell einstellenden Erfolg auf der Profiebene.

## Erfolge
| Legende (Anzahl der Siege)  |
| Grand Slam                  |
| ATP World Tour Finals       |
| ATP World Tour Masters 1000 |
| ATP World Tour 500          |
| ATP World Tour 250          |
| ATP Challenger Tour (2)     |

### Einzel

#### Turniersiege
| Nr. | Datum          | Turnier             | Belag | Finalgegner       | Ergebnis |
| --- | -------------- | ------------------- | ----- | ----------------- | -------- |
| 1.  | 29. April 2018 | Francavilla al Mare | Sand  | Casper Ruud       | 6:4, 6:1 |
| 2.  | 27. Mai 2018   | Mestre              | Sand  | Gian Marco Moroni | 6:2, 6:2 |